# Сукариета
Сукариѐта (на испански: Sukarrieta; на баски: Sukarrieta) е село в Северна Испания, провинция Биская на Баската автономна област. Намира се на 37 km североизточно от Билбао и е основано през 1300 г. Населението му е 367 души, по данни от 1 януари 2017 г.
В Сукариета умира писателят Сабино Арана Гойри (1865 – 1903).